# Gat del bosc de Noruega

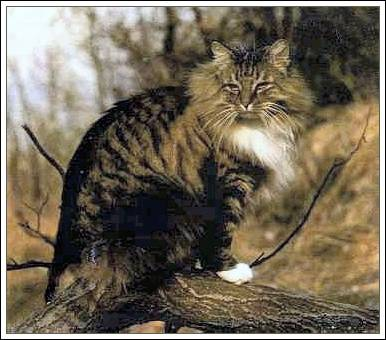
Gat del bosc de Noruega.

El gat del bosc de Noruega és una raça de gat endèmica dels països escandinaus. Actualment té gran popularitat com a felí domèstic en llars de tot Europa.

## Història
El seu origen exacte es desconeix. Es creu que és el resultat de la barreja entre gats prehistòrics de pèl curt del sud d'Europa que van migrar als països escandinaus i altres gats de pèl llarg procedents de l'Orient Mitjà. Encara que hi ha moltes altres teories sobre això.
Tot sembla indicar que els gats del bosc de Noruega són relativament antics, tot i que s'han tornat populars fa poc. Ja en la mitologia nòrdica es troben referències a ells. El carruatge de la deessa Freia estava tirat per gats blancs d'aquesta raça, la llegenda explica que el déu Thor, el més fort de tots els déus, no va poder aixecar el carruatge de la deessa. Altres contes populars asseguren que els vikings viatjaven amb gats endèmics de la seva zona, segurament dels boscos de Noruega, per controlar plagues de rosegadors en les seves barques. Encara que la font històrica més plausible les tenim en els documents deixats per Peter Friis, sacerdot danès que vivia a Noruega i que l'any 1599 classificà en tres tipus diferents al linx noruec: llop-linx, guineu-linx i finalment el gat-linx. Avui sabem, gràcies a les seves descripcions, que el gat-linx no és altre que el gat del bosc de Noruega.

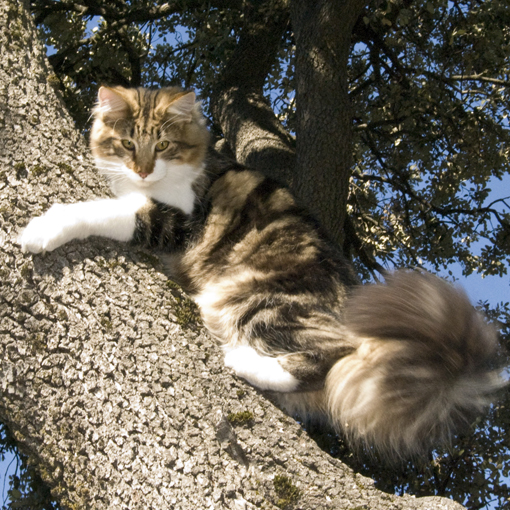
Exemplar jove mascle.

El 1976 la raça va ser reconeguda per la Federació Internacional Felina (Fife), utilitzant com a model a Pa's Trulls, el gat del bosc de Noruega més famós de tots els temps. La popularitat d'aquesta raça va créixer molt quan el rei Olaf de Noruega la va nomenar "gat oficial de Noruega". Posteriorment altres associacions felines també van reconèixer com a raça a aquest gat i encara que van elaborar els seus propis estàndards, les diferències entre ells no són excloents.
Durant els començaments l'exportació d'exemplars d'aquesta raça estava molt restringida. Fins al 1990 es van incorporar gats salvatges als vivers. La prohibició va ser una mesura polèmica. Els seus defensors creuen que ja no hi ha perill de consanguinitat, mentre que els seus opositors creuen que es poden perdre alguns trets propis de la raça.

## Estàndard del gat del bosc de Noruega segons laFife
- General: Gat de mida gran.

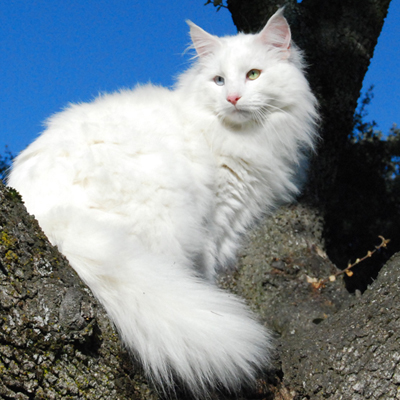
Exemplar mascle adult guanyador de diverses exposicions.

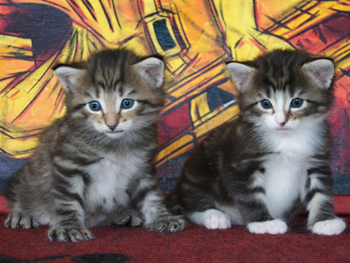
Gatets del bosc de Noruega.

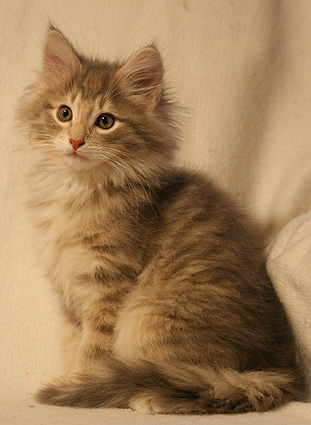
Cadell de color ambre.

- Cap: Forma triangular amb tots els costats iguals. Al mirar-lo de perfil presenta una bona alçada. Front lleugerament arrodonit. Perfil llarg i recte sense ruptures en la seva línia (sense stop). Mentó ferm.
- Orelles: Grans i àmplies a la base. Es desitja que tinguin plomalls de linx en les puntes i flocs de pèl emergint de les orelles. El seu emplaçament ha de ser alt i obert, de manera que la línia exterior de les orelles segueixi la línia del cap fins al mentó.
- Ulls: Grans i ametllats, ben oberts, lleugerament oblics. Expressió alerta. Tots els colors estan permesos independentment del color del seu pelatge.
- Cos: Llarg, fornit; estructura òssia sòlida.
- Potes: Fortes i llargues. Les potes posteriors més altes que les davanteres. Plantes grans i arrodonides, en proporció amb les potes.
- Cua: Llarga i atapeïda. Ha d'arribar com a mínim a l'omoplat però preferiblement fins al coll.
- pelatge: Semi-llarg. El subpèl llanós està cobert per una capa de pèl extern impermeable i brillant. Un gat adult té collaret i calçons. Tots els colors del pelatge estan permesos així com qualsevol quantitat de blanc en ells. S'exceptuen els patrons pointer, xocolata, lila, cinnamon i Fawn. Actualment es reconeix el color ambre.
- Apunts
- Cal tenir en compte la lenta maduració d'aquesta raça.
- Els mascles adults tindran el cap més ample que les femelles.
- Pel que fa al pelatge s'avaluarà només la seva textura i qualitat, ja que la llargària i la densitat del pelatge variarà amb les estacions. Els cadells desenvoluparan pèls de guarda a partir dels 6 mesos.
- Defectes
- Gats amb constitució petita i prima.
- Cap rodó o quadrat.
- Perfil amb stop.
- Orelles petites situades molt separades o molt juntes.
- cua curta.
- Potes curtes i primes.
- pelatge molt sec, molt sedós o amb nusos.

## Color ambre
El color ambre és un color completament específic del gat del bosc de Noruega, fruit d'una mutació genètica relativament recent. Apareix per primera vegada l'any 1992. La característica principal d'aquest nou color és la seva variabilitat en el temps, aquest color evoluciona al llarg de la vida del gat i pot passar des del negre fins al vermell, fregant múltiples matisos.